# 분기 (동역학계)

분기의 예. 매개변수 가 변화하면서 임계값 에 다다르면 동역학계의 궤적의 모양이 크게 변화한다. 인 경우 평형점이 없지만, 인 경우 두 개의 평형점이 존재한다.

동역학계 이론에서 분기(分岐, 영어: bifurcation)는 어떤 매개변수에 의존하는 동역학계의 궤도 따위가, 특정 매개변수 값에서 급격히 변하는 현상이다. 동역학계를 분기를 통하여 연구하는 수학 분야를 분기 이론(分岐理論, 영어: bifurcation theory)이라고 한다.

## 정의
분기(分岐, 영어: bifurcation)는 국소적 분기(영어: local bifurcation)와 대역적 분기(영어: global bifurcation)가 있다. 전자는 평형점의 존재 또는 부재에 대한 것이고, 후자는 주기적 궤도 따위에 대한 것이다. 전자는 선형화 이론으로 다룰 수 있지만, 후자는 더 복잡하다.

### 국소적 분기
어떤 {\displaystyle n}차원 리만 다양체 {\displaystyle M} 위에, 매개변수 {\displaystyle \lambda \in \mathbb {R} }에 의존하는 연속 시간 동역학계
{\displaystyle f\colon \mathbb {R} \times M\to TM}
{\displaystyle {\dot {x}}^{\mu }=f^{\mu }(\lambda ,x)}
가 주어졌다고 하자. 이 동역학계의 고정점은 {\displaystyle f^{\mu }(\lambda ,x)=0}이 되는 {\displaystyle (\mu ,x)\in \mathbb {R} \times M}이다. 각 고정점 {\displaystyle (\lambda ,x)\in \mathbb {R} \times M}에서 야코비 행렬
{\displaystyle \nabla _{\mu }f^{\nu }|_{\lambda ,x}\colon T_{x}M\to T_{x}M}
을 정의할 수 있다. 이를 {\displaystyle n\times n} 실수 행렬로 간주할 때, 만약 {\displaystyle \nabla _{\mu }f^{\nu }|_{\lambda ,x}}가 실수 성분이 0인 복소수 고윳값을 갖는다면, 동역학계 {\displaystyle {\dot {x}}^{\mu }=f^{\mu }(\lambda ,x)}가 {\displaystyle (\lambda ,x)}에서 분기한다고 한다.:996, §II.A.3 이 경우, 두 가지 경우를 구분할 수 있다.
- 만약 야코비 행렬의 고윳값이 0이라면, 이는 안정 상태 분기(安定狀態分岐, 영어: steady-state bifurcation)라고 한다.
- 만약 야코비 행렬의 고윳값이 0이 아닌 허수라면, 이는 호프 분기(Hopf分岐, 영어: Hopf bifurcation)라고 한다. 이 경우, 대개 어떤 고정점이 극한 주기 궤도로 변화하게 된다.

이산 시간 동역학계에 대해서도 마찬가지 정의를 내릴 수 있다. 이산 시간 동역학계
{\displaystyle f\colon \mathbb {R} \times M\to M}
{\displaystyle x\mapsto f(\lambda ,x)}
가 주어졌다고 하자. 이 동역학계에서 고정점은 {\displaystyle f(\lambda ,x)=x}가 되는 {\displaystyle (\mu ,x)\in \mathbb {R} \times M}이다. 각 고정점 {\displaystyle (\lambda _{0},x_{0})\in \mathbb {R} \times X}에 대하여, 야코비 행렬
{\displaystyle (df)_{\nu }^{\mu }|_{(\lambda ,x)}\colon T_{x}M\to T_{f(\lambda ,x)}M}
을 정의할 수 있다. 이를 {\displaystyle n\times n} 실수 행렬로 간주할 때, 만약 {\displaystyle df|_{(\lambda ,x)}}가 절댓값이 1인 복소수 고윳값을 갖는다면, {\displaystyle f}가 {\displaystyle (\lambda ,x)}에서 분기한다고 한다.:998, §II.B.2 이 경우, 다음과 같이 세 가지 경우가 가능하다.
- 만약 절댓값이 1인 고윳값이 1이라면, 이는 안정 상태 분기(安定狀態分岐, 영어: steady-state bifurcation)라고 한다.
- 만약 절댓값이 1인 고윳값의 쌍이 {\displaystyle \exp(\pm i\theta )}이라면 ({\displaystyle \theta \neq 0,\pi }), 이는 호프 분기(Hopf分岐, 영어: Hopf bifurcation)라고 한다.
- 만약 절댓값이 1인 고윳값이 −1이라면, 이는 주기배가 분기(週期倍加分岐, 영어: period-doubling bifurcation)라고 한다. 이는 연속 시간 동역학계에서 나타나지 않는 분기화이다.

### 대역적 분기
대역적 분기(영어: global bifurcation)는 주기 궤도(영어: periodic orbit)나 극한 주기 궤도, 끌개 등이 한 개 이상의 안정점과 충돌하게 되는 점이다. 이 역시 다양한 경우가 있다.

## 같이 보기
- 혼돈 이론
- 파국 이론